# Пунем
Пунем — деревня в Увинском районе Удмуртии, входит в Булайское сельское поселение. Находится в 35 км к югу от посёлка Ува и в 53 км к западу от Ижевска (Россия). Рядом протекает река Ваминка.

## Транспорт
Поселковые (сельские) дороги.